# Zdeněk Linhart (odbojář)
Zdeněk Linhart (12. května 1888 v Praze – 17. ledna 1943 v KT Stutthof) byl účastník protinacistického odboje, povoláním řidič tramvaje pražských elektrických podniků. (odtud přezdívka "Tramvaják")

## Život
Narodil se v rodině mlynářského Jana Linharta (1854–??) a matky Pavlíny Berty, rozené Jirkovské (1854–??). Měl šest sourozenců – tři bratry a tři sestry.
Za protektorátu bydlel v Praze na Žižkově v ulici "U Kněžské louky". Do protiněmeckého odboje se zapojil od samého počátku spolu se svými bratry (Václavem, Bedřichem a Otto Linhartem) a sestrami (Marií Linhartovou, Ludmilou Stöcklovou – rozenou Linhartovou). V odboji se zabýval nejprve rozšiřováním ilegálních tiskovin. Také ukrýval radiotelegrafistu Jindřicha Klečku. K provozu ilegální vysílačky Sparta I poskytoval svůj byt. (Klečka z jeho bytu také několikrát vysílal.) Později působil též v roli ozbrojené ochrany ilegálních pracovníků i při přepravě a provozu radiostanice.
Den po zátahu na jinonický akcíz (ráno 5. října 1941) ještě Zdeněk Linhart dokázal gestapu uniknout. Poté, co jej udal domovník, byla u něj v bytě provedena prohlídka. Při ní gestapo nalezlo několik depeší určených pro radiostanice sítě Sparta I. Jejich následným dešifrováním nalezli Němci stopu dlouho hledaného "Zrádce X" (špióna s krycím jménem "René" – Agenta A-54 – Paula Thümmela). Samotný Zdeněk Linhart byl (na základě výše uvedeného udání) za několik dní zatčen gestapem. Zemřel dne 17. ledna 1943  v koncentračním táboře Stutthof.

## Pamětní deska rodině Linhartových

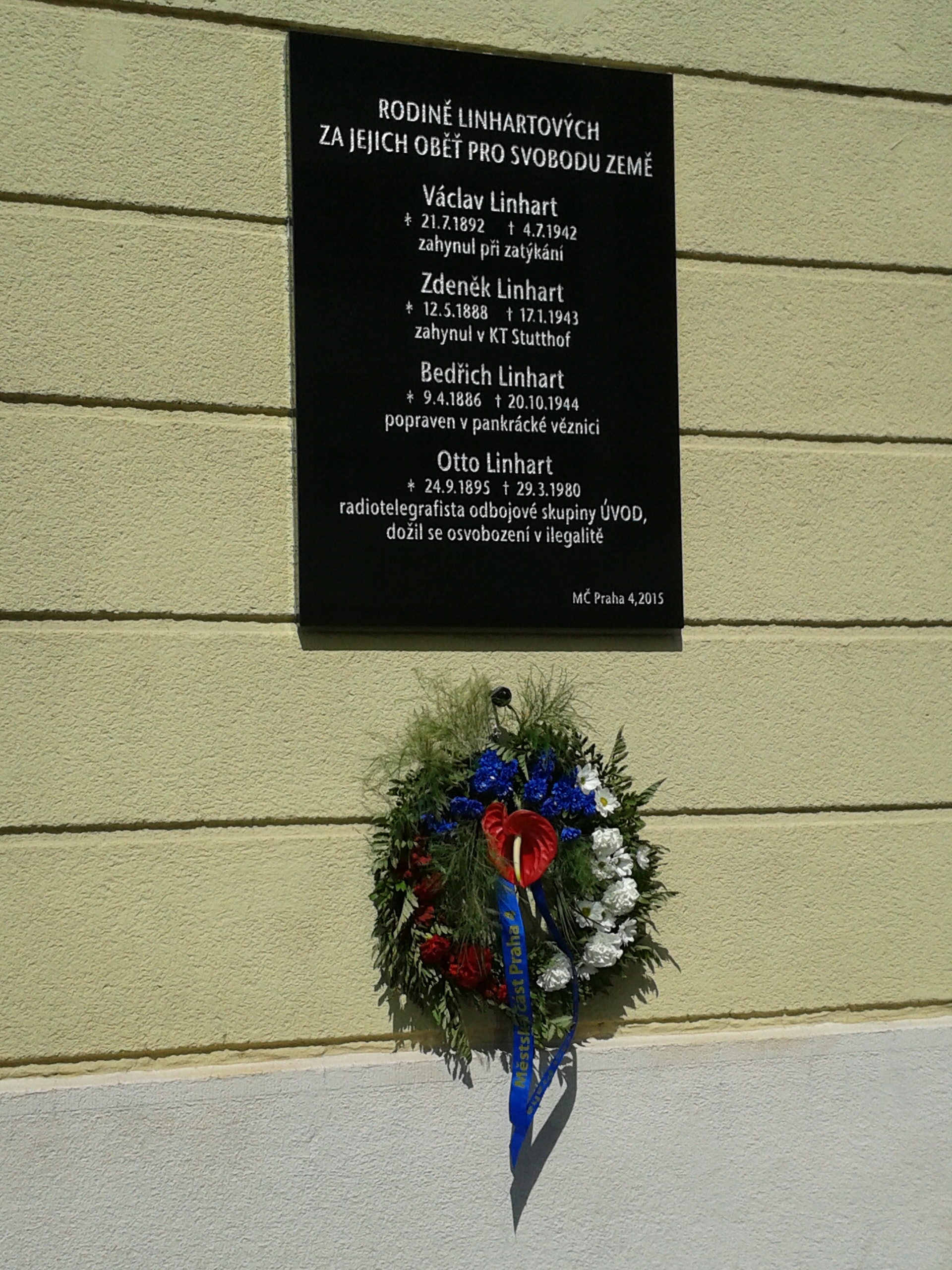
Pamětní deska bratrům Linhartovým

Na domě číslo popisné 1063 v ulici "Na Bitevní pláni" (orientační číslo 16; Praha 4, Nusle; nedaleko pražského Paláce kultury) odhalil dne 18. května 2015 (u příležitosti 70. výročí konce války) starosta městské části Praha 4 pamětní desku bratrům Linhartovým.   V tomto domě žil Otto Linhart, který se (spolu se svými bratry: Bedřichem, Zdeňkem a Václavem) aktivně podílel na nekomunistickém protifašistickém odboji. O provedení pamětní desky a o textu na ní rozhodlo druhé jednání komise "Rady pro kulturu, volný čas a náboženské společnosti" dne 19. února 2015. Jako materiál byla zvolena černá leštěná žula s vyrytým stříbrným písmem a následujícím textem:
           RODINĚ LINHARTOVÝCH

ZA JEJICH OBĚŤ PRO SVOBODU ZEMĚ 

         Václav Linhart

   * 21.7.1892    † 4.7.1942

       zahynul při zatýkání 

          Zdeněk Linhart 

   * 12.5.1888    † 17.1.1943 

       zahynul v KT Stutthof 

         Bedřich Linhart 

   * 9.4.1886    † 20.10.1944 

       zahynul v pankrácké věznici 

         Otto Linhart 

   * 24.9.1895    † 29.3.1980 

  radiotelegrafista odbojové skupiny ÚVOD, 

     dožil se osvobození v ilegalitě

MČ Praha 4, 2015

## Bratři Linhartové

Bratři Linhartové
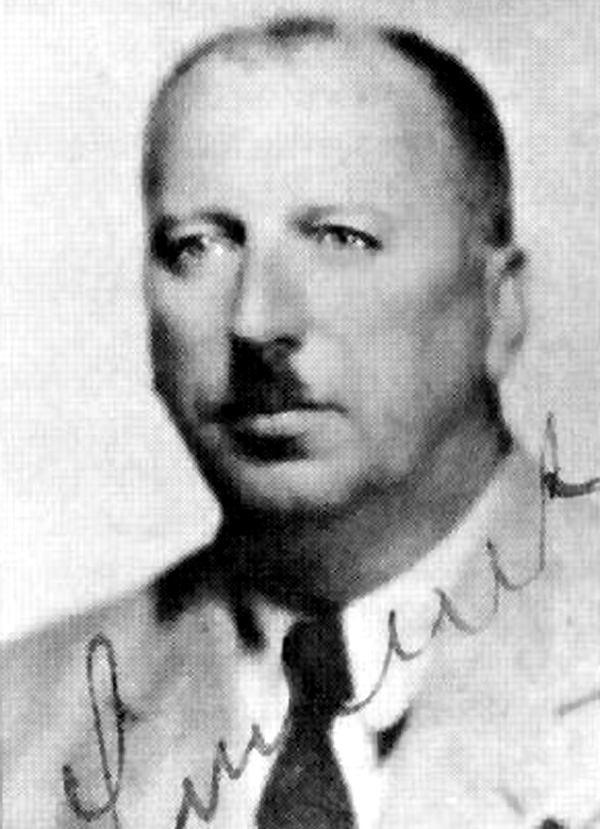
Bedřich Linhart (1886 – 1944)
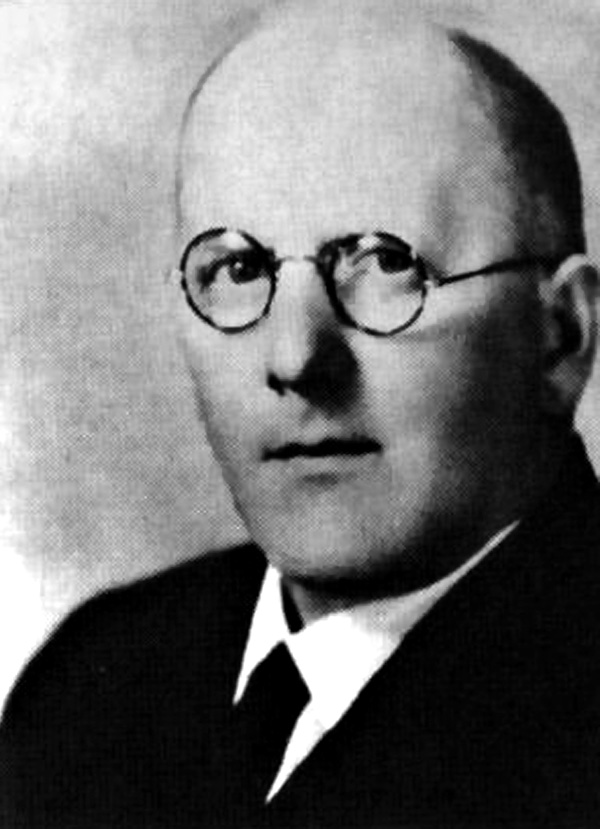
Zdeněk Linhart (1888 – 1943)
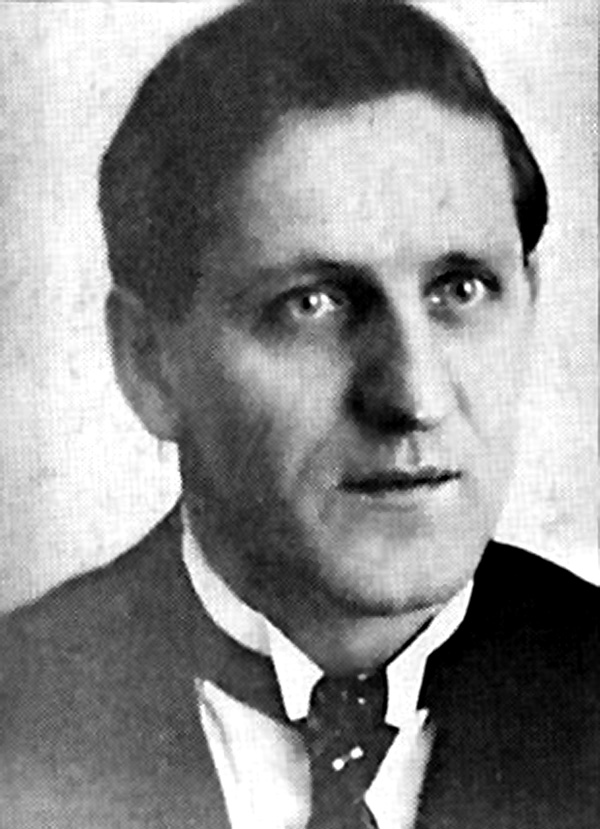
Václav Linhart (1892 – 1942)
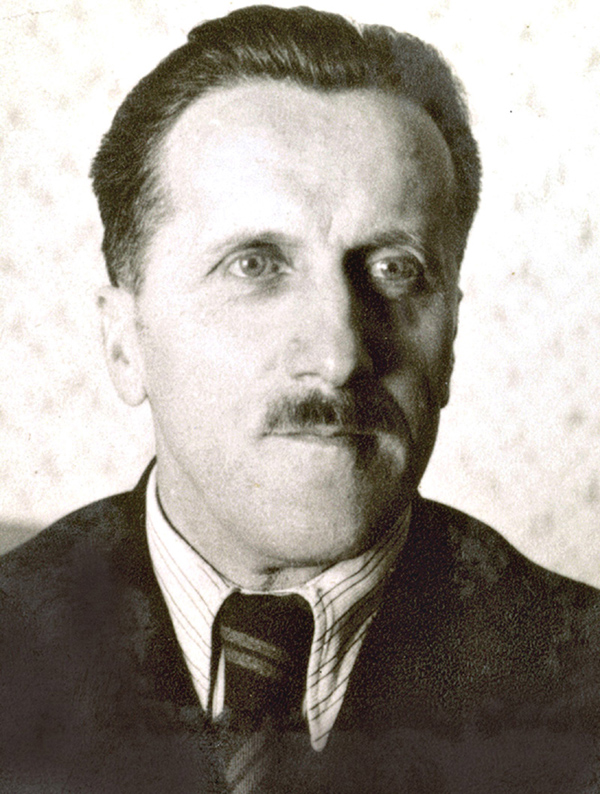
Otto Linhart (1895 – 1980)

## Místa odpočinku
Otto Linhart spolu se svojí chotí Boženou Linhartovou je pochován na pražském Nuselském hřbitově (Krčská ulice), ostatní členové rodiny Linhartů (Václav Linhart, Bedřich Linhart, Zdeněk Linhart) pak v hrobě rodiny Linhartů na Podolském hřbitově.

Místa odpočinku členů rodiny Linhartových
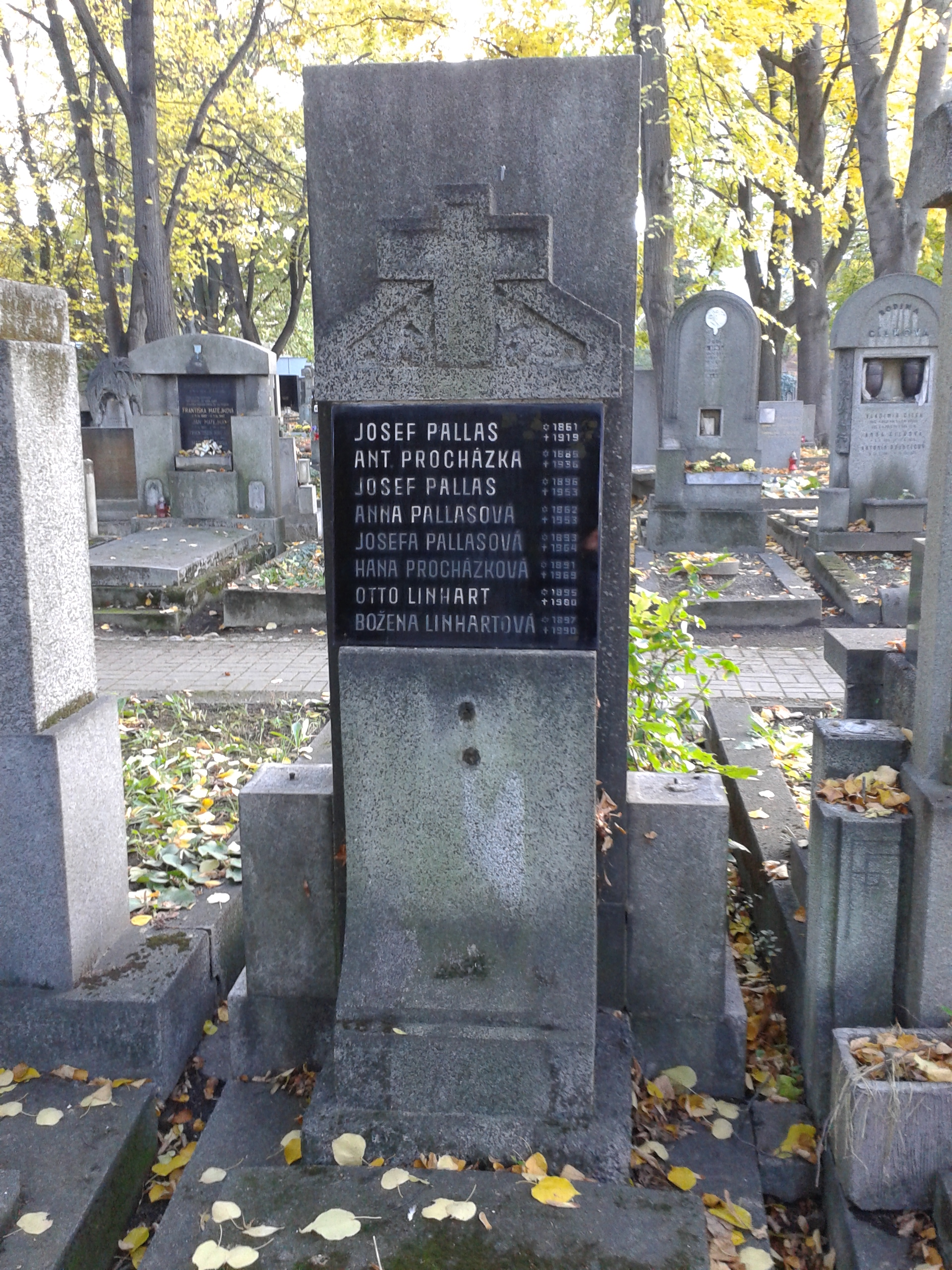
Nuselský hřbitov Otto Linhart a Božena Linhartová
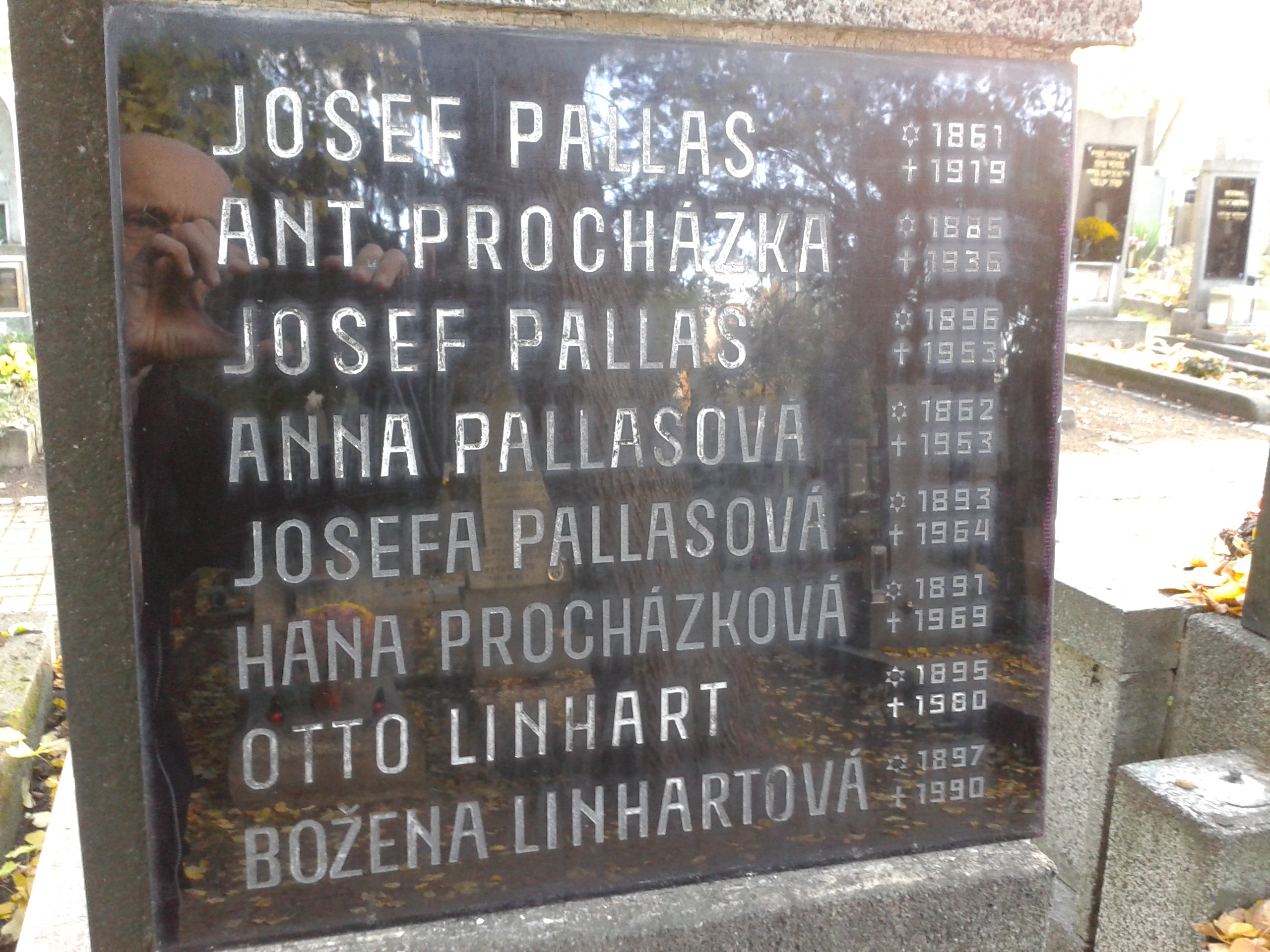
Nuselský hřbitov Otto a Božena Linhartová (detail desky)
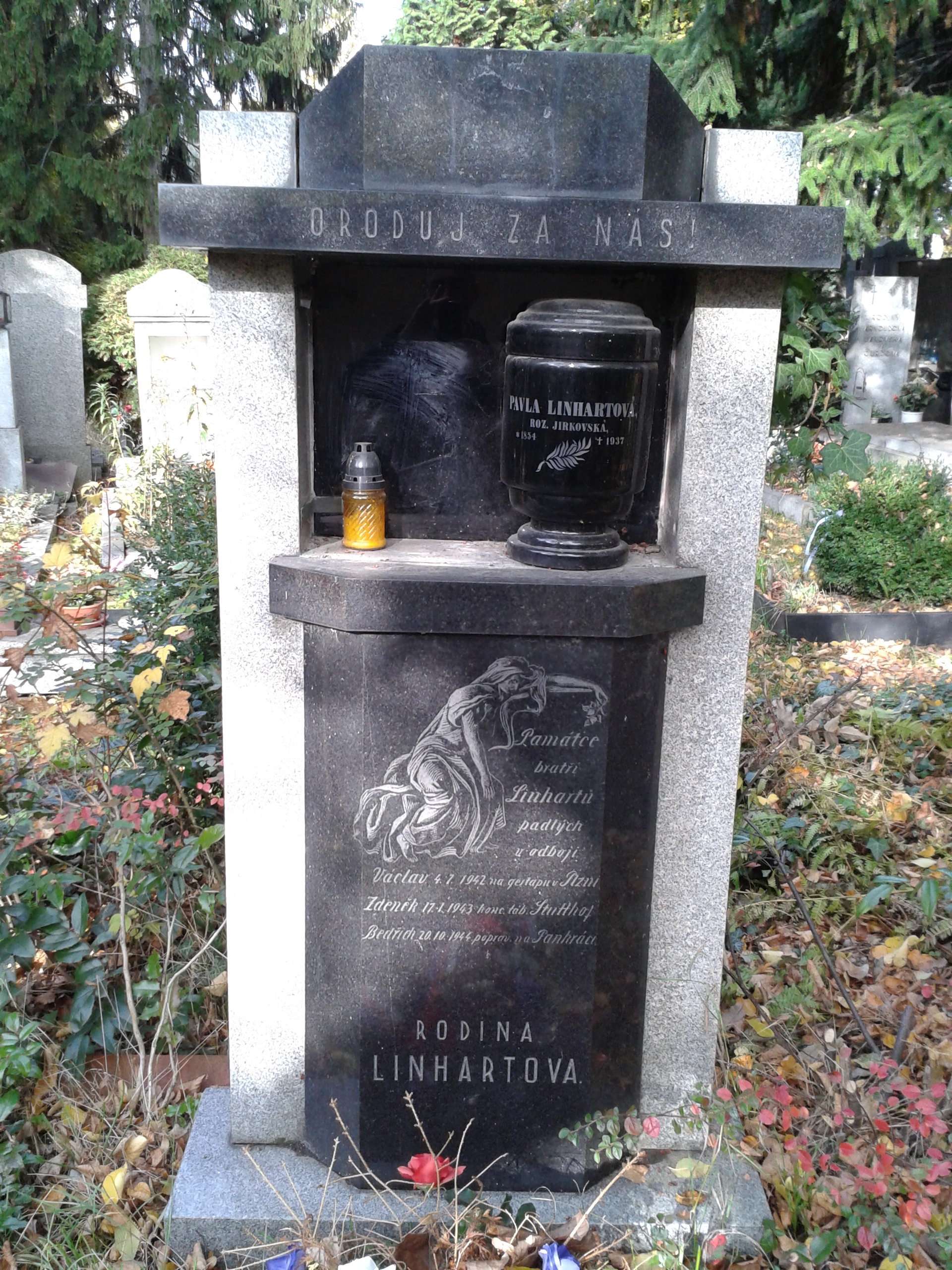
Podolský hřbitov Václav, Zdeněk a Bedřich Linhartovi
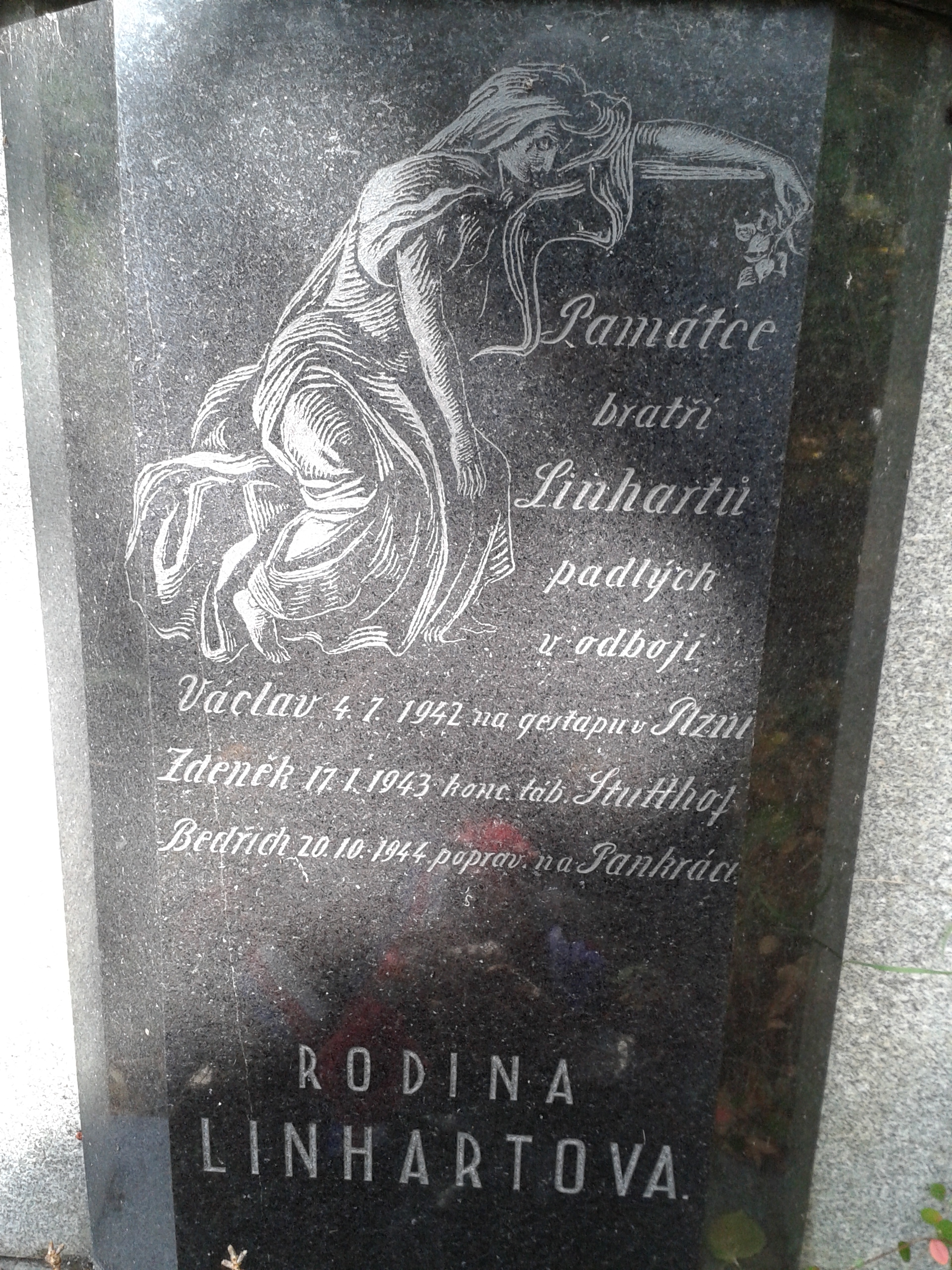
Podolský hřbitov Václav, Zdeněk a Bedřich Linhartovi (detail desky)